# Simone Roussel (patinage artistique)
Pour les articles homonymes, voir Simone Roussel et Roussel.
Simone Henriette Roussel (née le 19 octobre 1893 dans le 9e arrondissement de Paris et morte le 31 octobre 1974 à Châtenay-Malabry) est une patineuse artistique française de la catégorie des couples. Elle est également connue sous le nom de Simone Sabouret du nom de son époux et partenaire sportif Charles Sabouret.

## Biographie

### Carrière sportive
Simone Roussel est une pionnière du patinage artistique français du début du XXe siècle, comme Anita Nahmias, Nina Aysaguer, Yvonne Bourgeois ou Suzanne Poujade.
Elle est principalement une patineuse artistique de la catégorie des couples, même si elle a participé à des compétitions nationales en individuelle (elle a notamment obtenu la 3e place des championnats de France 1921).
Avec son époux Charles Sabouret, elle est sacrée championne de France de patinage en couple en 1921.
Elle n'a jamais participé aux Championnats du monde ; par contre elle a participé à deux olympiades :  les Jeux olympiques d'été de 1920 à Anvers et les premiers Jeux olympiques d'hiver de 1924 à Chamonix.

## Palmarès
| Compétitions en couple | 1912 | 1913 | 1914 | 1915 | 1916 | 1917 | 1918 | 1919 | 1920 | 1921 | 1922 | 1923 | 1924 |
| Jeux olympiques | X    |      |      |      | JA   |      |      |      | 7e   |      |      |      | 9e   |
| Championnats du monde |      |      |      | CA   | CA   | CA   | CA   | CA   | CA   | CA   |      |      |      |
| Championnats de France | 2e   | 2e   |      | CA   | CA   | CA   | CA   | CA   | 2e   | 1er  | 2e   |      |      |
| Légende : X = Pas de patinage artistique aux Jeux olympiques d'été de 1912 ; JA = Jeux olympiques d'été annulés ; CA = Championnats annulés |      |      |      |      |      |      |      |      |      |      |      |      |      |